# Närspaning
Närspaning är en militär term som syftar till att ge underrättelser bakom fiendens linjer till närmsta chef för att ge denne underlag att planlägga och leda striden. Närspaningen bedrivs på ett djup som inte överstiger 20 km från egna förband. Närspaning utförs oftast av spaningsförband - men kan ibland utföras av jägarförband och metodiken är både rörlig och fast truppspaning. Närspaning bör inte ligga på för stort djup i fiendens gruppering, eftersom underrättelserna inte ska hinna bli föråldrade och därmed påverka stridsplanen - annars hade underrättelserna likaväl kunnat genomföras som en sammanstöt med fienden. Föråldrade underrättelser innebär också en risk för att fienden hinner skapa en okänd verksamhet av betydelse i området, d.v.s. "vi vet att fienden har gått in - men vet inte var de är eller vad de gör", vilket medför att insatsdjupet inte bör överstiga 10 km bakom fiendens linjer - för att få ett kort tidsförhållande mellan inhämtning av underrättelserna och påbörjade av striden - målsättningen är under 24 timmar.